# Artmix
Artmix – czasopismo internetowe poświęcone sztukom plastycznym i kulturze wizualnej, dostępne na platformie free.art.pl wydawane w latach 2001–2015. 

## Historia
Czasopismo zostało założone w 2001 roku przez Izabelę Kowalczyk (redaktorka naczelna) i Magdalenę Ujmę.
Nowe treści publikowane były nieregularnie. W latach 2006–2015 „Artmix” ukazywał się w ramach internetowej wersji czasopisma „Obieg” prowadzonego przez Centrum Sztuki Współczesnej Zamek Ujazdowski w Warszawie, najpierw pod redakcją Izabeli Kowalczyk i Edyty Zierkiewicz, a od 2010 roku także Doroty Łagodzkiej. Ostatni numer „Artmixa” ukazał się w marcu 2015 roku. Czasopismo przestało działać wraz ze zmianą formuły „Obiegu”. Archiwum „Artmixa” dostępne jest w sieci. W sumie ukazały się trzydzieści cztery numery, z czego dziesięć na platformie free.art.pl, a dwadzieścia cztery w ramach „Obiegu”. 
W „Artmixie” publikowane były teksty krytyczne z zakresu nauk o sztuce i kulturze wizualnej w szerokim kontekście kulturowo-społecznym, niekiedy wywiady lub fragmenty książek. Większość publikowanych artykułów oscylowała wokół problematyki gender studies, często dotykając tematów tabu i sztuki zaangażowanej. 
Najważniejszym punktem odniesienia dla redakcji był feminizm, który prowadził do przewartościowania osiągnięć wymienionych dziedzin. Na łamach „Artmixu” toczyła się dyskusja na temat aktów cenzury wobec sztuki krytycznej. Do „Artmixu” pisali m.in.: Monika Bakke, Alicja Bielawska, Jolanta Brach-Czaina, Sebastian Cichocki, Dominika Dzido, Łukasz Guzek, Agata Jakubowska, Wojciech Kozłowski, Paweł Leszkowicz, Anna Markowska, Anna Nacher, Łukasz Ronduda, Justyna Ryczek, Ewa Toniak, Magdalena Ujma, Urszula Usakowska-Wolff.
Pismo zostało podzielone na dwa działy: „art” – w którym umieszczano teksty krytyczne i „mix” – poświęcony aktualnym wydarzeniom. Każdy numer miał temat przewodni.
„Artmix” posiadał galerię internetową redagowaną przez Bognę Burską, na której można było zobaczyć m.in. prace: Bogny Burskiej, Fundacji 36,6, Elżbiety Jabłońskiej, Katarzyny Korzenieckiej, Doroty Podlaskiej.